# Entras si quieres y sales si puedes
Entras si quieres y sales si puedes er en dansk oplysningsfilm fra 2006, der er instrueret af Yans Felippe Geckler Medina og Malene Rykær.

## Handling
I Tegucigalpa, hovedstaden i Honduras, møder seerne Carlos og Isabel, to unge mennesker med talrige tatoveringer, der er ladet med symboler. Hvilke budskaber skal tatoveringerne bringe til deres omgivelser? De skal være med til skabe respekt. I filmen fortæller de to unge selv om deres liv i de bander, hvis symbol de bærer, og om deres kamp for slippe ud igen til et anstændigt liv.